# 福勒什蒂鄉
47°21′N 26°28′E / 47.350°N 26.467°E
福勒什蒂鄉（羅馬尼亞語：Comuna Forăști, Suceava），是羅馬尼亞的鄉份，位於該國東北部，由蘇恰瓦縣負責管轄，面積66平方公里，海拔高度376米，2007年人口4,928，人口密度每平方公里75人。